# 三豊警察署
三豊警察署（みとよけいさつしょ）は、香川県警察が管轄する警察署の一つ。

## 所在地
- 香川県三豊市高瀬町下勝間2335番地1

## 管轄区域
- 三豊市

## 沿革
- 2006年（平成18年）1月1日 - 管内の旧三豊郡高瀬町、三野町、詫間町の3町が、観音寺警察署管内の同郡山本町、豊中町、仁尾町、財田町の4町と新設合併し、三豊市となったが、それぞれの管轄区域は旧町単位のままとなっていた。
- 2007年（平成19年）4月1日 - 名称を香川県高瀬警察署から香川県三豊警察署に変更。観音寺警察署が管轄していた三豊市山本町、豊中町、仁尾町、財田町の区域を編入し、三豊市全域が管轄区域となった。
- 2019年（平成31年）3月25日 - 現在地に移転[1][2]。

## 組織
- 警務課
  - 警務係
- 留置管理課
  - 留置管理(第一係・第二係)
- 会計課
  - 会計係
- 生活安全課
  - 生活安全係
  - 警察安全相談係
- 地域課
  - 地域係
- 刑事課
  - 刑事係
  - 鑑識係
- 交通課
  - 指導・規制係
  - 交通捜査係
- 警備課
  - 警備係

## 交番
（ ）の中は所在地
- 警察署所在地（三豊市高瀬町下勝間2335番地1）
- 詫間交番（三豊市詫間町詫間680番地4）

## 駐在所
（ ）の中は所在地
- 麻駐在所（三豊市高瀬町上麻3782番地3）
- 二宮駐在所（三豊市高瀬町佐股甲1484番地9）
- 大見駐在所（三豊市三野町大見甲3078番地10）
- 吉津駐在所（三豊市三野町吉津甲680番地4）
- 松崎駐在所（三豊市詫間町松崎1642番地1）
- 粟島駐在所（三豊市詫間町粟島1661番地1）
- 大浜駐在所（三豊市詫間町大浜甲1157番地1）
- 長瀬駐在所（三豊市山本町財田西943番地1）
- 辻駐在所（三豊市山本町辻1393番地6）
- 豊中南駐在所（三豊市豊中町上高野1962番地4）
- 財田上駐在所（三豊市財田町財田上889番地6）
- 財田中駐在所（三豊市財田町財田中2599番地2）
- 仁尾駐在所（三豊市仁尾町仁尾辛24番地1）

なし

## 検問所
なし

## 主な未解決事件
- 琴南町殺人死体遺棄事件[3]

## 周辺
- 三豊市役所
- 三観広域行政組合北消防署
- 香川県立高瀬高等学校
- 四国学院大学香川西高等学校
- 香川県道23号詫間琴平線
- 香川県道49号観音寺善通寺線
- 香川県道218号財田上高瀬線
- 高瀬川
- 国市池

## アクセス
- JR四国予讃線 高瀬駅から徒歩5分
- 三豊市コミュニティバス 三豊市役所にて下車